# Посольство Ирландии в Японии
Посольство Ирландии в Японии (англ. Embassy of Ireland in Tokyo, ирл. Ambasáid na hÉireann, An tSeapáin, яп. 駐日アイルランド大使館) — главная дипломатическая миссия Ирландской Республики в Японии, расположенная в специальном районе Тиёда в столице Японии Токио. Кроме этого, в Саппоро расположено консульство Ирландии в Японии.

## Деятельность посольства
Роль посольства состоит в том, чтобы представлять Ирландию и продвигать её отношения с Японией, в частности, экономические отношения, повышать осведомлённость и знания об Ирландии и поддерживать ирландских граждан в Японии.

## Новое здание посольства
В 2019 году Министерство иностранных дел совместно с Королевским институтом архитекторов Ирландии объявило конкурс на создание архитектурного проекта нового посольства Ирландии в Токио. Победивший проект архитектурной фирмы Henry J Lyons из Дублина был объявлен в сентябре 2020 года.
Строительство нового здания планируется начать в марте 2023 года и, как ожидается, будет завершено к марту 2024 года. Здание будет располагаться в районе Йоцуя в Синдзюку и, как ожидается, будет стоить в общей сложности 23 млн. евро.